# Commodore 1581

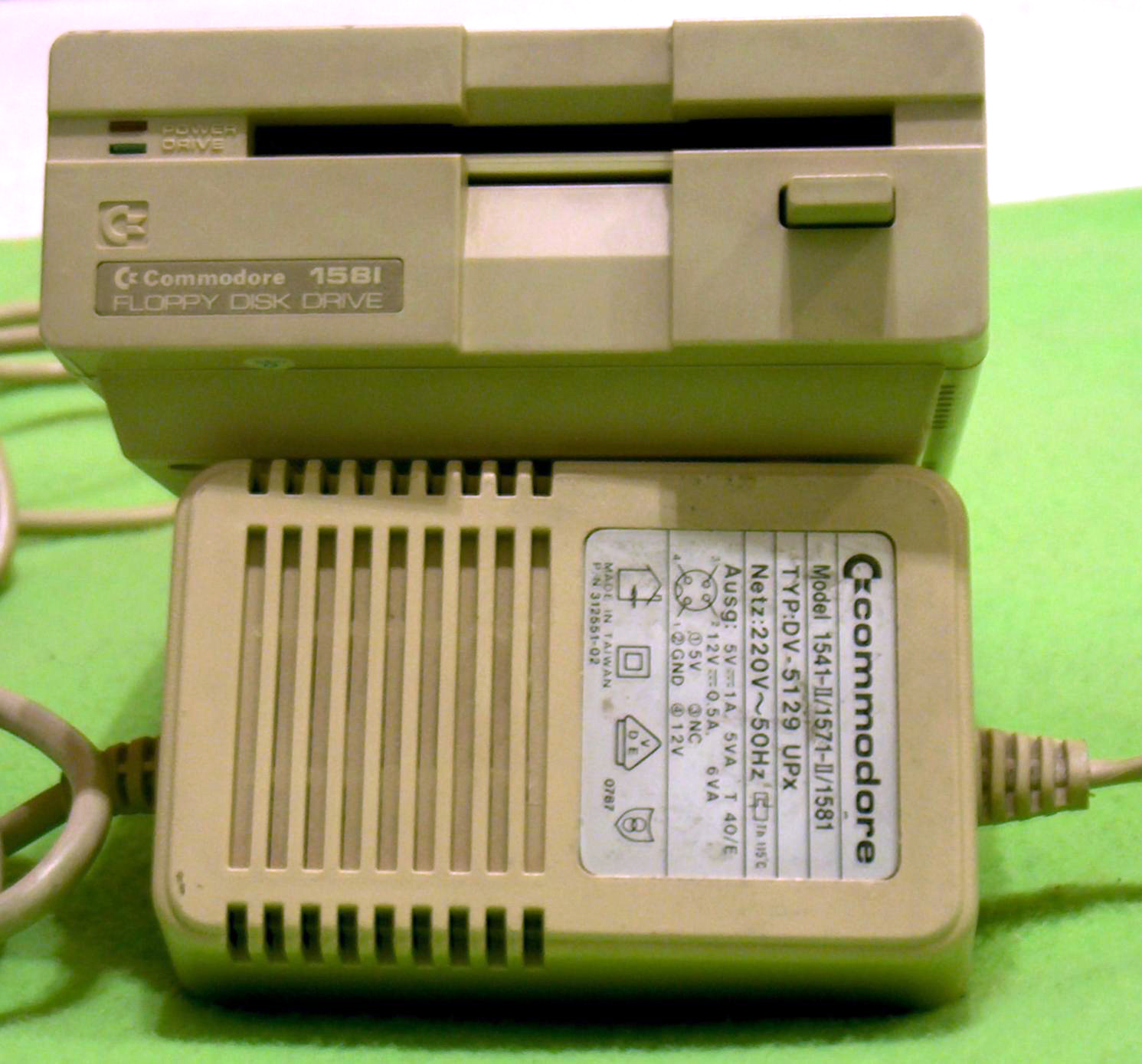
Commodore 1581

Commodore 1581 är en enhet avsedd för att läsa och skriva 3½-tumsdisketter dubbelsidigt. Den är primärt framtagen för att fungera med Commodore 64 och C128, men fungerar även med VIC-20, Commodore 16 (och 116) samt Commodore Plus/4. Enheten kan anslutas till andra liknande enheter och dessa kommunicerar då seriellt med varandra.
Enheten konstruerades av Commodore Business Machines (CBM) och är kapabel att spara 800 kilobyte data genom ett format kallat MFM, vilket skiljer sig från både MS-DOS (720 KB) och Amiga (880 KB). Diskettstationen lanserades sommaren 1987 och blev snabbt mycket populär bland administratörer av bulletin board systems (BBS) på grund av den större lagringskapaciteten. 1581 erbjuder totalt 3160 blocks lediga efter formatering (en block innebär 256 bytes). Det maximala antalet filer i katalogstrukturen ökades också, till 288. Med en lagringskapacitet på 800 KB var 1581 den seriella enhet med högst lagringskapacitet som Commodore dittills producerat (1 MB SFD-1001 använde den parallella IEEE-488), och den enda som använde sig av 3½"-disketter. Dock skapade Creative Micro Designs (CMD) 1991 FD-2000 high density (1.6 MB) samt FD-4000 extra-high density (3.2 MB) 3½"-diskettstationer, vilka även var kompatibla med 1581, 1541 och 1571.
Precis som de tidigare diskettstationerna Commodore 1541 och Commodore 1571 hade 1581 en egen MOS Technology 6502 CPU med eget ROM och RAM, och använder en seriell version av gränssnittet IEEE-488. Anmärkningsvärt är att enhetens ROM innehåller kommandon för att kunna användas parallellt, även om inget parallellgränssnitt fanns tillgängligt. Liksom 1571 kunde enheten läsa en mängd olika diskettformat med hjälp av speciell mjukvara. Denna möjlighet användes primärt för att läsa MS-DOS-formaterade disketter. Trots detta var enheten, olikt 1571 som var nästan hundra procent kompatibel med tidigare diskettstationer, inte särskilt bakåtkompatibel. Trots att 1581 använder sig av samma DOS-kommandon hade den problem med fastloaders och andra 1541-specifika läsningsimplementeringar.
Den version av Commodore DOS som var inbyggt i 1581 gjorde det möjligt att använda partitioner, vilka också kunde användas som fast allokerade katalogstrukturer. PC-liknande katalogstruktur ansågs vara för svåra att arbeta med när det gäller Commodores Block Allocation Maps, vilket fortfarande var i ropet, och som en längre tid hade varit det traditionella sättet att arbeta med blocks. Om enheten användes med en C128 så arbetade den med en mycket snabbare "burst mode" än Commodores 1571. Tillsammans med C64 så var 1581 nästan lika långsam som den äldre 1541 drive på grund av C64:ans begränsade ROM. 
Till skillnad från 1541 och 1571 var 1581:s diskformat på låg nivå ganska likt MS-DOS-formatet eftersom 1581 är byggd på en WD1770 FM/MFM diskettkontrollchip. Det innebär att en PC-diskettstation (ISA eller på annat sätt integrerat, förutom USB) kan hantera 1581-formatet. Det finns därför mjukvara till PC (Linux, DOS eller Windows) för att formatera, läsa och skriva disketter med 1581-format.

## Specifikationer
- CPU: MOS Technology 6502 @ 2 MHz
- Operativsystem: Commodore DOS 10.0
- RAM: 8 KB
- ROM: 32 KB
- Överföringsprotokoll: standard och snabb seriell; Burst mode; och kommandon för parallellt gränssnitt (det senare ej använt)
- Diskettformat: 3½"
- Lagringsformat: MFM, double density, dubbelsidig
- Gränssnitt: CBM:s seriella IEEE-488-version med DIN-kontakt